# Silvio Confortola
Silvio Confortola (né le 20 janvier 1910) est un ancien fondeur italien.

## Palmarès

### Jeux Olympiques
| Épreuve / Édition | St-Moritz 1948 |
| 50 km             | 18e            |
| 4 × 10 km         | 6e             |

### Championnats du monde
| Épreuve / Édition | Chamonix 1937 |
| 4 × 10 km         | Bronze        |